# أوليفر نورث
أوليفر نورث (بالإنجليزية: Oliver North) (و. 1943 – م) هو كاتب العمود، وضابط، ومقدم برامج إذاعية، وصحفي من الولايات المتحدة الأمريكية ولد في سان أنطونيو، تكساس.
وهو عضو في الحزب الجمهوري .

## جوائز
حصل على جوائز منها ستار سيلفر.

## روابط خارجية
- أوليفر نورث على موقع IMDb (الإنجليزية)
- أوليفر نورث على موقع الموسوعة البريطانية (الإنجليزية)
- أوليفر نورث على موقع ميوزك برينز (الإنجليزية)
- أوليفر نورث على موقع إن إن دي بي (الإنجليزية)
- أوليفر نورث على موقع قاعدة بيانات الفيلم (الإنجليزية)